# Jan Bereska
Jan Bereska (* 31. Oktober 1951 in Ost-Berlin; † 20. Februar 2024) war ein deutscher Schauspieler, Regisseur und Autor.

## Leben und Werk
Bereska, Sohn des Übersetzers Henryk Bereska, gab sein Leinwanddebüt bereits als Schüler, weitere kleinere Rollen folgten, teilweise während seiner Ausbildung zum Elektromechaniker. Seine erste Hauptrolle, die des Peter Gruner im DEFA-Film Mein lieber Robinson, dem Erstlingswerk von Regisseur Roland Gräf, machte ihn 1971 in der DDR bekannt. Neben weiteren Filmproduktionen vor der Kamera nahm Bereska 1974 ein Regiestudium an der Hochschule für Film und Fernsehen Potsdam auf und arbeitete in den 1980er Jahren als Regieassistent und Autor beim DEFA-Spielfilm. Ab 1985 war er freiberuflich tätig. Nach einem kurzen Ausflug zum Theater schrieb er für das Fernsehen der DDR, für die Sendereihe Dresdner Kostbarkeiten und war beteiligt an der Lyrikanthologie Kürbiskern (1988).
Nach der Wende arbeitete Jan Bereska als Autor, Regisseur und Regieassistent. Er war Mitbegründer von Förderband e. V. Von 1992 bis 1994 leitete er eine Medienwerkstatt im Stadtbezirk Mitte, in der er mit Jugendlichen zusammen Videos gestaltete und eigene Filme produzierte. 1996 realisierte er den Dokumentarfilm Trois artistes berlinois über die drei Berliner Künstler Peter Herrmann, Hans Scheib und Reinhard Stangl.
Zu Beginn des Jahrtausends leitete Bereska verschiedene freie Theatergruppen und assistierte am Theater 89, der Theater HALLE in München und an der HFF Potsdam-Babelsberg. Im Jahr 2007 erschien sein Gedichtband Schwelgen auf verlorenem Posten. Eine Sammlung seiner Gedichte veröffentlichte er im Internet.
Bereskas Halbschwester ist die Schauspielerin Odette Bereska.
Jan Bereska lebte und arbeitete in Berlin und im Boitzenburger Land. Er starb im Februar 2024 im Alter von 72 Jahren.

## Filmografie (Auswahl)
Als Darsteller:
- 1968: Leben zu zweit
- 1968: Mord am Montag
- 1968: 12 Uhr mittags kommt der Boß
- 1970: Mein lieber Robinson
- 1970: Tod in der Kurve (TV)
- 1974: Heiße Spuren (TV)
- 1974: Johannes Kepler
- 1976/79: Feuer unter Deck
- 1978: Sieben Sommersprossen
- 1980: Don Juan – Karl-Liebknecht-Str. 78

Als Regisseur von Hochschulproduktionen:
- 1976: Arbeiten muß man überall, Dokumentarfilm
- 1977: Holzfäller, Dokumentarfilm
- 1978: Schönes Wochenende, Spielfilm

Als Regieassistent beim DEFA-Spielfilm:
- 1980: Archiv des Todes, Regie: Rudi Kurz
- 1980: Unser kurzes Leben, Regie: Lothar Warneke
- 1981: Dein unbekannter Bruder, Regie: Ulrich Weiß